# Кизильський район
Кизильський район — муніципальне утворення в Челябінській області Російської Федерації.
Адміністративний центр — село Кизильське.

## Географія
З Кизильським районом межують: на півночі — Агаповський район, на сході — Карталинський район та Брединський район, на півдні — Оренбурзька область, на заході р Сібай, Республіка Башкортостан.

## Історія
У червні 1743 року губернатором Оренбурзької губернії І. І. Неплюєвим були засновані фортеці і редути вздовж річки Яїк (з 1774 року — річка Урал) нової військової лінії, розмежовуючи землі Росії від степів кочівних киргиз-кайсаків. У тому числі при злитті річок Великої Кизил і Яїк поставлена фортеця Кизильська. Назва дана від тюркського слова «Кизил», що означає «червоний».
Район утворено 4 листопада 1926 року.

## Економіка
Кизильський район — сільськогосподарський. У районі займаються зерновим землеробством і тваринництвом.

## Археологія
Поблизу села Полоцьке знаходиться 15 курганів бронзової доби.